# Formalisme (art)
En teoria de l'art, el formalisme és el corrent que determina el valor artístic de les obres d'art exclusivament pel seu aspecte estètic visual, els materials i el llenguatge visual emprat. El formalisme emfatitza els elements de la composició com el color, la línia, la forma i la textura en comptes del realisme, el context i el contingut.
En les arts visuals, el formalisme és la creença que tot allò necessari en una obra d'art n'és contingut a dintre. Segons el formalisme, són aspectes d'importància secundària el context en què es va gestar, la raó per a la seva creació, els antecedents històrics i la vida de l'artista. El formalisme va dominar l'art des de finals del segle xix fins als 1960.

## Història
El concepte de formalisme es pot trobar ja en les obres de Plató, qui va argumentar-ho a la seva “teoria de les formes”, identificant Eidos com una part de l'objecte en si, però aliena a l'objecte mateix.
El 1890, el pintor postimpressionista Maurice Denis va escriure al seu article "Definició del Neotradicionalisme" que un quadre era "essencialment una superfície plana coberta de colors disposats en un ordre determinat. Denis va sostenir que la pintura o l'escultura o el dibuix en si, i no pas el tema de l'obra artística, era el que donava el plaer de la ment.
Denis va influenciar el treball de l'escriptor del Grup de Bloomsbury Clive Bell, qui va escriure el seu llibre de 1914, Art, que no hi havia una distinció entre la forma real d'una cosa i la seva forma significativa. Per a Bell, el reconeixement d'una obra d'art com a representació d'una cosa era menys important que l'aprehensió de la forma significativa, o veritable natura interna, d'una cosa. Bell va impulsar un art que utilitza les tècniques d'un mitjà artístic per copsar l'essència d'una cosa (la seva forma significativa) més que la seva simple aparença externa.
A la resta de la primera part del segle xx, a Europa els estructuralistes van continuar argumentant que art real va ser expressiu només d'una cosa ontològica, metafísica o essencialista. Però els crítics de l'art europeu aviat van començar a utilitzar la paraula per indicar un nou concepte d'art.
En els anys 1930 i 1940, els estructuralistes argumentaven que els processos mentals i els prejudicis socials que una persona aporta a l'art són més importants que l'essencial, o ideal, la natura de la cosa. El coneixement es crea només per mitjà de la socialització i el pensament, deien, i una cosa només pot ser coneguda, ja que es filtra per mitjà d'aquests processos mentals.
El 1940, el crític d'art americà Clement Greenberg, a una peça influent en la Partisan Review, va argumentar que la vàlua de l'art rau en la seva forma. Els aspectes de representació d'una obra d'art són menys importants que els aspectes que representen la identitat interior d'una cosa. Això va portar a Greenberg a la conclusió que l'art abstracte era la forma d'art més pura.
Greenberg també percep que l'impressionisme ha desdibuixat els límits entre les formes d'art. Això va portar a una confusió de les arts, va escriure, i la manca de puresa en l'esforç artístic.

## El formalisme actual
El concepte de formalisme a l'art va continuar evolucionant a través del segle xx. Alguns crítics d'art advoquen per un retorn a la definició platònica sobre un conjunt d'elements que falsament representen la mateixa cosa i que estan intervinguts per l'art i els processos mentals.
Una segona opinió sosté que els elements de representació han de ser alguna cosa entenedora, però han de tenir per objectiu el copsament de la forma de l'objecte.